# منتخب المجر لكرة القدم الشاطئية
منتخب المجر لكرة القدم الشاطئية  هو ممثل المجر الرسمي في المنافسات الدولية في كرة قدم شاطئية ، يديريه اتحاد المجر لكرة القدم.